# Raimundo Castro
Raimundo Castro Marcelo (Torremocha, Cáceres; 1 de agosto de 1955) es un periodista español, cronista parlamentario en el Congreso de los Diputados.

## Biografía
Nacido en Torremocha en 1955, es hijo de emigrantes extremeños a Alemania, vivió unos años en Pasajes, donde sus padres montaron un bar. Activista político de izquierdas desde joven, militó en el Partido Socialista de los Trabajadores. Cursó estudios de periodismo en la Universidad Complutense de Madrid.
Como periodista, empezó trabajando en 1977 en la ya desaparecida revista Guadiana, donde uno de sus primeros logros fue entrevistar a Gabriel García Márquez. Más tarde trabajó en El imparcial con Emilio Romero y con Yale como jefe de nacional. Con El Periódico de Cataluña fue cronista parlamentario en el Congreso de los Diputados, donde vivió directamente desde dentro los sucesos acontecidos en el golpe de Estado del 23-F.
A finales de los años 1980 trabajó en la revista El Globo y posteriormente fue también columnista de El Mundo, habitual en Los Desayunos de Antena 3,  TVE y "El gato al agua de Intereconomía"  y colaborador en Tiempo y la revista Interviú. Actualmente trabaja en "República.com" y en las tertulias de RNE y 24Horas de TVE.
Raimundo Castro ha publicado, además,  dos novelas y varios ensayos políticos y biografías. En 2008 ganó el Premio de Relato Parlamentario con "El Fantasma de la Carrera de San Jerónimo".

## Obra literaria
- La quema (Editorial Sedmay, 1979), novela ambientada en los últimos días del franquismo.
- Políticos con verso y sin enmienda[2] (Editorial Ibérico Europea de Ediciones, 1985), recopilación de poesías escrita por parlamentarios como Alfonso Guerra o Miguel Herrero de Miñón.
- El Sucesor (Editorial Espasa Calpe, 1995), biografía de José María Aznar cuando aún no era Presidente del Gobierno.
- Memorias Para La Paz (Editorial Hijos de Muley-Rubio, 1998), ensayo biográfico sobre Juan María Bandrés, su lucha contra el franquismo y su papel en la Transición.
- La Izquierda que Viene (Editorial Espasa Calpe, 1998), con Julia Navarro.
- Los Imprescindibles (Editorial La Esfera de los Libros, 2016), la novela de los últimos maquis españoles.